# Centrale hydroélectrique de Fessenheim
Ne doit pas être confondu avec Centrale nucléaire de Fessenheim.
La centrale hydroélectrique de Fessenheim est une centrale hydroélectrique au fil de l'eau sur le Rhin, située dans la commune de Fessenheim, dans le Haut-Rhin en France. Elle est construite sur le grand canal d'Alsace, en aval de la centrale d'Ottmarsheim et en amont de celle de Vogelgrun.
Mise en service en 1956, elle dispose d'une puissance installée de 180 MW, la classant au premier rang des dix centrales hydroélectriques installées sur le Rhin franco-allemand. La centrale est exploitée par EDF, au sein de l'Unité de production Est.

## Caractéristiques
La centrale hydroélectrique de Fessenheim exploite une hauteur de chute de 15,7 m sur le Grand canal d'Alsace, dans lequel est détourné l'essentiel du débit du Rhin. Elle comporte quatre turbines Kaplan verticales, totalisant une puissance de 180 MW. Il s'agit de la centrale la plus puissante de la chaîne de production d'énergie du Rhin.
La centrale est reliée à la centrale nucléaire de Fessenheim, distante d'environ un kilomètre, par deux lignes électriques directes permettant d'assurer l'alimentation électrique de secours de cette dernière.

## Histoire
Les travaux de construction de la centrale débutent en 1952, pour s'achever en 1956. Elle a reçu la visite du président de la République René Coty en juillet 1957, peu après sa mise en service.
La façade nord de la centrale arbore un bas-relief en béton du sculpteur Raymond Couvègnes. Intitulé Le Rhin, il représente un homme tenant dans sa main droite des éclairs et dans sa main gauche la houle, allégorie de l'hydroélectricité. Cette sculpture fait partie d'une commande de sept œuvres d'art par EDF, réalisées entre 1956 et 1973, pour habiller ses centrales hydroélectriques.

## Aménagement hydroélectrique du Rhin franco-allemand
La centrale hydroélectrique de Fessenheim est la troisième d'une cascade hydroélectrique de dix grandes centrales installées sur le Grand canal d'Alsace puis le cours principal du Rhin, le long de la frontière franco-allemande. L'énergie du fleuve est ainsi exploitée sur une hauteur de chute de 130 mètres, sur une longueur de 185 km. Construites entre 1932 et 1974, les dix centrales totalisent une puissance installée de 1 400 MW. 
La production électrique cumulée des dix centrales s'élève à 8 TWh/an, soit 20 % de la production hydroélectrique française, ou l'équivalent des deux tiers de la consommation électrique alsacienne.